# Marc Verburg
Marc Verburg (Oosterbeek, 21 juni 1967) is een Nederlandse grafisch vormgever, schrijver, zanger en theatermaker. Hij kreeg bekendheid met zijn autobiografische boek VERNEUKT! Liefde, seks, drugs en ontspoorde levens in de gay scene (2020), en als tweevoudig winnaar van het COC Songfestival. Ook trad hij op met een reeks persoonlijke theatershows in Theater de Lindenberg te Nijmegen.

## Levensloop en werk
Verburg is opgeleid als grafisch vormgever en is werkzaam in de creatieve sector. In zijn vrije tijd ontwikkelde hij zich als zanger en cabaretesk performer. Hij bracht meerdere theatervoorstellingen in eigen beheer op de planken waarin hij persoonlijke ervaringen en maatschappelijke thema’s op een luchtige en muzikale manier presenteerde.
Verburg had sinds 2005 een relatie met de zanger Davide La Cara. Zij trouwden in 2013, maar het huwelijk werd in 2014 beëindigd. Na hun scheiding bleven zij contact houden, en sinds 2025 wonen zij opnieuw samen.

## Boekpublicatie
In 2020 verscheen zijn debuutroman VERNEUKT! Liefde, seks, drugs en ontspoorde levens in de gay scene bij uitgeverij Sillium. Het boek is een autobiografisch verslag van het leven van Verburg, met nadruk op zijn ervaringen met chemseks, relaties en herstel. De publicatie trok media-aandacht, onder meer via een uitgebreid portret in de weekendbijlage van het NRC en een interview in de Gaykrant. Van het boek zijn circa 5.000 exemplaren verkocht, inclusief e-books.

## COC Songfestival
Verburg kwam namens COC Nijmegen samen met de formatie Soulmates uit op het COC Songfestival, waar hij in 2005 won met het lied We’ll find a way (tekst: Davide La Cara en Marc Verburg; componist onbekend) en in 2006 met Nooit meer verloren (muziek: Jeroen Jongmans; tekst: Marc Verburg). In 2011 behaalde hij, opnieuw namens COC Nijmegen, de tweede plaats met Nog één keer (muziek: René Stephan; tekst: Anja Maas).

## Theater
Verburg maakte drie autobiografische theatervoorstellingen, opgevoerd in Theater de Lindenberg in Nijmegen:
- 40 Zomers (2007) – muzikale leiding: Jeroen Jongmans
- 40-45 – de mooie jaren (2013) – muzikale leiding: René Stephan
- 50 en niks verandert (2017) – muzikale leiding: René Stephan; regie: Heleen Suiker

In deze shows behandelde hij thema’s als relaties, ouder worden, verslaving en identiteit, afgewisseld met zelfgeschreven liedjes en persoonlijke verhalen. De voorstellingen trokken een regionaal publiek.

## Muziek
Naast zijn deelname aan het COC Songfestival bracht Verburg enkele singles uit, waaronder De verzoening (een bewerking van het nummer van Frank Boeijen, in een arrangement van René Stephan) en De koffer (bekend van Sjors van der Panne). 